# Герб Елліотт
Герберт Джеймс Елліотт (англ. Herbert James Elliott; нар. 25 лютого 1938) — австралійський легкоатлет, який спеціалізувався в бігу на середні дистанції.

## Із життєпису
Олімпійський чемпіон-1960 з бігу на 1500 метрів.
Дворазовий чемпіон Ігор Британської імперії та Співдружності-1958 з бігу на 880 ярдів та 1 милю.
Ексрекордсмен світу з бігу на 1500 метрів та 1 милю, а також в естафеті 4×1 милі (загалом 4 ратифіковані рекорди).
Випускник Кембриджського університету.
Після завершення спортивної кар'єри (1962) працював у керівних органах великих міжнародних компаній (зокрема, Puma, Ansell, Fortescue Metals Group).
Очолював один з департаментів Національного олімпійського комітету Австралії.

## Основні міжнародні виступи
| Рік  | Змагання                                  | Місто   | Місце | Дисципліна | Примітки         |
| ---- | ----------------------------------------- | ------- | ----- | ---------- | ---------------- |
| 1958 | Ігри Британської імперії та Співдружності | Кардіфф | 1     | 880 ярдів  |                  |
| 1958 | 1                                         | 1 миля  |       |            |                  |
| 1960 | Олімпійські ігри                          | Рим     | 1     | 1500 м     | Відео на YouTube |